# Вайт-Рівер (Південна Дакота)
Вайт-Рівер (англ. White River) — місто (англ. city) в США, в окрузі Меллетт штату Південна Дакота. Населення — 533 особи (2020).

## Географія
Вайт-Рівер розташований за координатами 43°34′1″ пн. ш. 100°44′41″ зх. д. / 43.56694° пн. ш. 100.74472° зх. д. (43.567069, -100.744856).  За даними Бюро перепису населення США в 2010 році місто мало площу 1,34 км², уся площа — суходіл.

## Демографія
Згідно з переписом 2010 року, у місті мешкала 581 особа в 211 домогосподарстві у складі 135 родин. Густота населення становила 433 особи/км².  Було 245 помешкань (183/км²).
Расовий склад населення:
| - 48,9 % — білих - 40,6 % — корінних американців - 0,3 % — чорних або афроамериканців - 0,3 % — азіатів |

До двох чи більше рас належало 9,0 %. Частка іспаномовних становила 2,1 % від усіх жителів.
За віковим діапазоном населення розподілялося таким чином: 28,9 % — особи молодші 18 років, 52,9 % — особи у віці 18—64 років, 18,2 % — особи у віці 65 років та старші. Медіана віку мешканця становила 39,4 року. На 100 осіб жіночої статі у місті припадало 88,0 чоловіків;  на 100 жінок у віці від 18 років та старших — 93,0 чоловіків також старших 18 років.
Середній дохід на одне домашнє господарство  становив 39 366 доларів США (медіана — 33 750), а середній дохід на одну сім'ю — 43 105 доларів (медіана — 35 000). За межею бідності перебувало 34,9 % осіб, у тому числі 53,4 % дітей у віці до 18 років та 10,3 % осіб у віці 65 років та старших.
Цивільне працевлаштоване населення становило 217 осіб. Основні галузі зайнятості: освіта, охорона здоров'я та соціальна допомога — 46,1 %, будівництво — 16,1 %, публічна адміністрація — 13,4 %.